# Троскот
Троскот (лат. Polygonum aviculare) биљка је сродна са хељдом. Назива се још и троска, птичја трава, пасја трава. Расте на најразноврснијим подлогама, на угаженим местима. Цвета од маја до октобра. Широко је распрострањена по свету.

## Опис
Усправна, уздигнута или полегла, највише до 0,5 м дуга зељаста једногодишња биљка, тврда, дебела или напротив танка, нежна, проста или богата густо граната стабла, састављена од чланака 1-7 цм дужине. Охрее опнасте, провидне, касније исцепкана на дуге, танке ресе. Листови сви међусобно једнаки по величини, по облику овални, издужени, копљасти или линеарни, зашиљени или тупа врха. Цвасти до краја лиснате, цветови у пазушним групама од 1-6. Цветни омотач до половине или скоро до основе усечен, петоделан. Плод орашастих плодова, тространа, при врху зашиљена, мрке боје, потпуно или само највећим делом затворено у перианту.

## Употреба

### Медицинска употреба
Троскот је безбедан и ефикасан опор диуретик, биљка која се углавном користи у лечењу тегоба као што су дизентерија и хемороиди. Такође се користи у лечењу плућних болести јер силицијумска киселина садржи јача везивно ткиво у плућима. Сматра се да делује против цревних паразита, као адстрингенс у лечењу рана, крварења; као слаб диуретик. Увек се прво посаветујте са лекаром пре употребе биљке у медицинске сврхе.

### Остале употребе
Биљка се користи као боја за тканине.